# Bichón frisé
El bichón frisé es una raza canina pequeña y de compañía, notable por su pelaje blanco y esponjoso. Conocido por ser un perro alegre, activo e incansable.

## Origen
El Bichon Frise (Didi percebe)  es un perro de origen europeo, descendiente del bichón maltés o Water Spaniel. El nombre «bichón» es actualmente el diminutivo de «barbet» que a su vez es el diminutivo de «barbichón». Es una raza cariñosa y amigable. 
Se estima que esta raza es de origen francés, y con orígenes en el Mediterráneo. Hace muchos siglos, los perros llamados Barbets o Perros de agua fueron cruzados con pequeños perros blancos de regazo, creando cuatro tipos de «barbichons», un nombre que luego sería reducido a Bichón. Entre estos está el Bichón boloñés, el Bichón habanero, el Bichón maltés y el  Bichón de Tenerife, siendo este último reconocido con el tiempo como  Bichón frisé, el cual fue desarrollado en las Canarias en Tenerife. Es probable que fuera llevado a esta isla por marineros españoles entre 1200 y 1300. Sobre el año 1500 el Bichón de Tenerife era muy popular en las cortes europeas sobre todo en España e Italia,la popularidad de esta raza se puede ver reflejada en pinturas de varios artistas españoles, entre ellos Francisco de Goya, así como en otras obras renacentistas.
Más tarde se popularizó en Francia (siendo una de las razas de perro que poseía María Antonieta) y después de la Revolución francesa, este bichón se trasladó de las atenciones de la corte a sobrevivir como pudiera por las calles de los pueblos y ciudades francesas. De esta forma obtuvo gran fortaleza la genética de la raza, ya que sólo los más saludables y resistentes lograron perdurar. Pero su belleza y disposición es tal, que eventualmente fue recogido por el público en general. En la década de 1930, varios criadores franceses establecieron la raza, que fue registrada en el club de perros de Francia en 1934.
Durante mucho tiempo fue parte de espectáculos callejeros, de circo y de títeres, gracias a la facilidad con la que se entrena y a su resistencia física.

## Mascota
El mantenimiento del pelo puede llegar a demandar la asistencia de un peluquero canino profesional. También hay que limpiar periódicamente las legañas y recortar el cabello en la zona de los ojos.
Es un buen perro de compañía, y con la apropiada socialización, será amistoso y se adaptará bien al ambiente casero, lo que hará que sea recomendable para estar con niños. Gracias a su temperamento estable es una mascota utilizada para centros de terapia y hogares de ancianos. Otra característica que se puede añadir es que es buen cazador de ratones.

## Federaciones Caninas
Al bichón frisé usualmente lo asignan a los perros de compañía, o bien, a los perros deportivos. A continuación se mencionan las federaciones caninas que reconocen esta raza.
- Club Canino Japonés: Reconocido en el Grupo de Perros Miniatura en 1972.
- Organización Canina Internacional: Reconocido en el Grupo de Perros de Compañía en 1972.
- American Kennel Club: AKC (Estados Unidos). Entrado en Clases Regulares en 1973.
- Canadian Kennel Club: CKC (Canadá). Clasificado en el Grupo de Perros No Cazadores en 1975.
- United Kennel Club: UKC (Estados Unidos). Reconocido en 1981.
- The Kennel Club: KC (Gran Bretaña).
- Kennel Club Argentino: Reconocido en el grupo VII Perros Toy, considerando perros toy a todas aquellos que tienen menos de 35 centímetros, excepto los teckel.
- Real Sociedad Canina de España: RSCE. Reconocido dentro del grupo IX (perros de compañía)

Dichas asociaciones permiten tener referencias útiles para estimar la popularidad de la raza, conocer el esfuerzo realizado por mantenerla definida, obtener asesoramiento para adquirir un cachorro de raza pura y ver esta raza competir.

## Problemas de salud propios de la raza
Debido a cruces no adecuados, el bichón frisé tiene padecimientos de salud propios de su raza, entre los que se cuentan:
- Luxación patelar medial: Es una debilidad de las rótulas o babillas que puede ser controlado mediante la cría selectiva.
- Cataratas juveniles: Se puede presentar la pérdida de la vista, incluso en ejemplares muy jóvenes. Las recomendaciones en cuanto a este tipo de problema es evitar la reproducción del ejemplar afectado.
- Cálculos en la vejiga: Es una predisposición natural de los perros de razas pequeñas, que puede verse empeorada por excesos de proteína, magnesio o fósforo en la dieta del animal. Los síntomas puede incluir orina frecuente, desánimo, malestar general y debilidad. En ocasiones es necesario recurrir a la cirugía, pero puede evitarse con frecuentes paseos, una dieta controlada en proteínas y suficiente ejercicio.
- Otros padecimientos: El bichón frisé también puede padecer en menor medida de displasia de cadera, epilepsia, pigmentación pobre de la piel, alergias, cierre avanzado y cambios genéticos en el temperamento.
- Infección de boca: Debido al tamaño de los dientes y que a veces los incisivos inferiores se apiñan con suavidad, la limpieza de estos debe realizarse diariamente con golosinas destinadas a ello y cepillos de dientes, así mismo se recomienda una limpieza de boca anual en el caso de que sea necesario.